# 穆瓦洛
穆瓦洛布隆迪中部的一座城市。穆瓦洛省省会。2008年统计人口5240人。2009年增至5270人。2010年5299人。

3°32′S 29°42′E / 3.533°S 29.700°E